# Двойное решение НАТО
«Двойное решение НАТО» (нем. NATO-Doppelbeschluss) — система принятых лидерами США, Великобритании, Франции и ФРГ 12 декабря 1979 года военно-стратегических решений в рамках НАТО, касательно проблемы т. н. «евроракет»: размещённых советских ракетных комплексов Пионер и как контракции со стороны — постепенного развёртывания в Западной Европе американских ракетных систем средней дальности, при одновременном продолжении переговоров с Москвой о ликвидации ракет средней дальности.

## Предыстория
В 1974 году СССР начал испытания, а 1976 году принял на вооружение баллистическую ракетную систему средней дальности «Пионер», которая не попадала под ограничения вооружения дальности стрельбы свыше 5500 километров, имевшую эффективную дальность до 5500 километров. Первый ракетный полк заступил на боевое дежурство в августе 1976 года в Белоруссии, около Петрикова, а с 1978 года система «Пионер» начала массово заменять старые баллистические ракетные системы средней дальности Р-12 и Р-14. Одна из модификаций «Пионера», наиболее распространённая, имела 3 ядерных боеголовки индивидуального наведения, а предыдущие всего одну. Система также имела улучшенную точность поражения и была мобильна. Также Советским Союзом была произведена модификация сверхзвукового бомбардировщика Ту-22М до стратегического уровня Ту-22М2 (НАТО приняло решения о его стратегическом статусе в 1976 году).
С 1972 по 1979 год между Вашингтоном и Москвой велись переговоры об ограничении стратегических вооружений (OCB-2/SALT-2), но ракеты средней дальности «Пионер» оказались за рамками переговорного процесса двух сверхдержав.
Первым, кто обратил внимание на опасность новых ракетных систем для Западной Европы, был федеральный канцлер ФРГ Гельмут Шмидт, известный своей высокой компетенцией в вопросах обороны и твёрдый приверженец стратегии равновесия. Впервые западногерманский политик обратил внимание общественности на данную проблему во время своего выступления в 1977 году в Лондонском институте стратегических исследований. Шмидт заявил, что принятые на вооружение Советским Союзом новые ракеты кардинально нарушают сложившуюся в целом ситуацию военно-стратегического равновесия в Европе. Шмидт призвал своих союзников по НАТО принять контрмеры. Его ключевой идеей была т. н. увязка готовности США в качестве ведущей ядерной державы Запада отстаивать свою национальную безопасность с готовностью исполнить гарантии обороны, данные западноевропейским союзникам. Канцлер и его сторонники опасались, что США, которым СС-20 не угрожали, могли в ответ на гипотетическое применение СССР данных ракет против ФРГ, Великобритании, Италии и стран Бенилюкса, без задействования стратегического ядерного оружия против Северной Америки, отступить от своих гарантий. В качестве симметричного ответа Шмидту виделось размещение на территории Западной Европы аналогичных американских ракетных систем средней дальности. Администрация президента Дж. Картера склонялось более к ведению переговоров о стратегических вооружениях в рамках политики «разрядки». Для выравнивания нарушенного баланса США намеревались разместить в ФРГ нейтронное оружие. Хотя подобные планы вызвали большой резонанс в странах Западной Европы, это не решало суть проблемы — США ещё не дали принципиального согласия и не имели пока возможности разместить в Западной Европе ракетные системы средней дальности.
Соглашение по ограничению количества пусковых установок (OCB-2/SALT-2) было достигнуто в Вене 18 июня 1979 года.

## Выработка и принятие «двойного решения» в 1979 году
12 декабря 1979 года на саммите НАТО в Брюсселе, где были представители всех стран НАТО, за исключением Франции, было принято решение, состоящее из двух частей:
1. НАТО приняло решение разместить в Европе 572 ракеты средней дальности: 108 баллистических ракет «Першинг-2», которые заменят «Першинг-1А» в Западной Германии в земле Баден-Вюртемберг (Хайльбронн, Швебиш-Гмюнд и Ной-Ульм); и 464 крылатых ракеты BGM-109G «Томагавк» наземного мобильного базирования: 160 в Великобритании, 96 в Западной Германии, 112 в Италии, 48 в Нидерландах и 48 в Бельгии.
«Першинг-2» имела эффективную дальность около 1770 километров. BGM-109G «Томагавк» имела эффективную дальность около 2500 километров. В мирное время ракеты базировались в укреплённых подземных укрытиях. В случае возникновения военной угрозы батареи ракет должны были выдвинуться на заранее рассчитанные засекреченные боевые позиции. Каждая ракета имела одну боеголовку. В то же время модификация советского «Пионера» имела эффективную дальность около 5500 километров и три боеголовки индивидуального наведения.
2. НАТО предложило Советскому Союзу переговоры по двустороннему ограничению ракет средней дальности.

## Итоги
Развертывание ракет Першинг-2 началось в Западной Германии 30 ноября 1983 года (после учений Able Archer 83), и закончилось в конце 1985 года, в количестве 108 пусковых установок.
Также были развёрнуты «Томагавк». К моменту разоружения в 1987 году 304 штуки вместо запланированных 464: в Великобритании — 112 (планировалось 160), в Западной Германии — 64 (96), в Италии — 112 (112), в Нидерландах — 16 (48), в Бельгии — 0 (48).